# Los Ebanos
Los Ebanos és una concentració de població designada pel cens dels Estats Units a l'estat de Texas. Segons el cens del 2000 tenia 403 habitants.

## Demografia
Segons el cens del 2000, Los Ebanos tenia 403 habitants, 135 habitatges, i 100 famílies. La densitat de població era de 273 habitants/km².
Dels 135 habitatges en un 28,9% hi vivien nens de menys de 18 anys, en un 48,9% hi vivien parelles casades, en un 20,7% dones solteres, i en un 25,2% no eren unitats familiars. En el 23,7% dels habitatges hi vivien persones soles el 13,3% de les quals corresponia a persones de 65 anys o més que vivien soles. El nombre mitjà de persones vivint en cada habitatge era de 2,99 i el nombre mitjà de persones que vivien en cada família era de 3,59.
Per edats la població es repartia de la següent manera: un 25,6% tenia menys de 18 anys, un 12,9% entre 18 i 24, un 20,6% entre 25 i 44, un 20,6% de 45 a 60 i un 20,3% 65 anys o més.
L'edat mediana era de 36 anys. Per cada 100 dones de 18 o més anys hi havia 72,4 homes.
La renda mediana per habitatge era de 7.066 $ i la renda mediana per família de 7.692 $. Els homes tenien una renda mediana de 28.750 $ mentre que les dones 37.500 $. La renda per capita de la població era de 6.240 $. Aproximadament el 64,7% de les famílies i el 72,6% de la població estaven per davall del llindar de pobresa.

## Poblacions més properes
El següent diagrama mostra les poblacions més properes.